# Primera División (Argentinien) 1950
Die Primera División 1950 war die 20. Spielzeit der argentinischen Fußball-Liga Primera División. Begonnen hatte die Saison am 2. April 1950. Der letzte Spieltag war der 26. November 1950. Als Aufsteiger kam der Quilmes AC aus der Primera B Nacional dazu. Der Racing Club beendete die Saison als Meister und konnte damit seinen Vorjahrestriumph wiederholen. In die Primera B Nacional mussten der CA Tigre und der CA Rosario Central absteigen.

## Abschlusstabelle
| Pl. | Verein                      | Sp. | S  | U  | N  | Tore    | Quote | Punkte |
| --- | --------------------------- | --- | -- | -- | -- | ------- | ----- | ------ |
| 1.  | Racing Club (M)             | 34  | 23 | 1  | 10 | 086:480 | 1,79  | 47     |
| 2.  | Boca Juniors                | 34  | 15 | 9  | 10 | 059:460 | 1,28  | 39     |
| 3.  | CA Independiente            | 34  | 18 | 3  | 13 | 069:550 | 1,25  | 39     |
| 4.  | River Plate                 | 34  | 15 | 8  | 11 | 068:570 | 1,19  | 38     |
| 5.  | CA San Lorenzo de Almagro   | 34  | 15 | 7  | 12 | 077:600 | 1,28  | 37     |
| 6.  | Estudiantes de La Plata     | 34  | 14 | 8  | 12 | 057:610 | 0,93  | 36     |
| 7.  | CA Banfield                 | 34  | 12 | 11 | 11 | 060:510 | 1,18  | 35     |
| 8.  | Chacarita Juniors           | 34  | 13 | 8  | 13 | 054:540 | 1,00  | 34     |
| 9.  | CA Platense                 | 34  | 11 | 12 | 11 | 066:740 | 0,89  | 34     |
| 10. | CA Vélez Sarsfield          | 34  | 14 | 5  | 15 | 047:580 | 0,81  | 33     |
| 11. | CA Newell’s Old Boys        | 34  | 13 | 6  | 15 | 058:530 | 1,09  | 32     |
| 12. | Gimnasia y Esgrima La Plata | 34  | 11 | 10 | 13 | 059:560 | 1,05  | 32     |
| 13. | Ferro Carril Oeste          | 34  | 10 | 12 | 12 | 053:600 | 0,88  | 32     |
| 14. | Club Atlético Atlanta       | 34  | 12 | 7  | 15 | 058:730 | 0,79  | 31     |
| 15. | Quilmes AC (N)              | 34  | 11 | 8  | 15 | 057:650 | 0,88  | 30     |
| 16. | CA Huracán                  | 34  | 12 | 5  | 17 | 054:650 | 0,83  | 29     |
| 16. | CA Tigre                    | 34  | 10 | 9  | 15 | 051:790 | 0,65  | 29     |
| 18. | CA Rosario Central          | 34  | 9  | 7  | 18 | 052:700 | 0,74  | 25     |

| (M) | Vorjahres-Meister                                    |
| (N) | Vorjahres-Aufsteiger aus der Primera B Nacional 1949 |

### Entscheidungsspiele
Wegen Punktgleichheit fanden Entscheidungsspiele um die Vizemeisterschaft und den Abstieg statt.
- Vizemeisterschaft:

|                 | Gesamt |                  | Hinspiel | Rückspiel | 3. Spiel |
| --------------- | ------ | ---------------- | -------- | --------- | -------- |
| CA Boca Juniors | *8:8*  | CA Independiente | 2:3      | 3:2       | 3:3      |

| * | Es wurde schließlich nach Torquotient für Boca Juniors entschieden (1.24 : 1.22) |

- Abstieg:

|          | Gesamt |            | Hinspiel | Rückspiel |
| -------- | ------ | ---------- | -------- | --------- |
| CA Tigre | 2:8    | CA Huracán | 1:3      | 1:5       |

## Meistermannschaft
| Racing Club | |
|             | Mario Boyé, Rubén Bravo, Juan Carlos Fonda, Julio Gagliardo, Higinio García, Ernesto Gutiérrez, Donato Hernández, Norberto Méndez, Saúl Ongaro, Nicolás Palma, José García Pérez, Alberto Rastelli, Antonio Oscar Rodríguez, Juan Carlos Salvini, Llamil Simes, Juan Carlos Sobrero, Ezra Sued Trainer: Guillermo Stábile |

## Torschützenliste
| Pl. | Nat.        | Spieler        | Verein                | Tore |
| --- | ----------- | -------------- | --------------------- | ---- |
| 1   | Argentinien | Mario Papa     | CA San Lorenzo        | 24   |
| 2   | Argentinien | Carlos Lacasia | CA Independiente      | 23   |
| 2   | Argentinien | Alfredo Runzer | Club Atlético Atlanta | 23   |
| 4   | Argentinien | Walter Gómez   | River Plate           | 22   |
| 2   | Argentinien | Ángel Labruna  | River Plate           | 20   |
| 2   | Argentinien | Juan Oroz      | Gimnasia y Esgrima LP | 20   |
| 2   | Argentinien | Llamil Simes   | Racing Club           | 20   |